# بلور هيث

بلور هيث  (بالإنجليزية: Blore Heath)‏ هي منطقة زراعية ذات كثافة سكانية منخفضة في ستافوردشاير، إنجلتر. لهذه المنطقة تاريخ مرتبط بحرب الوردتين فقد حدثت فيها معركة بلور هيث في 23 سبتمبر من عام 1459م.